# Friedrich Wilhelm Hohenlohe-Kirchberg
Bedřich Vilém princ z Hohenlohe-Kirchbergu (německy Friedrich Wilhelm Prinz zu Hohenlohe-Kirchberg, 3. prosince 1732, Kirchberg an der Jagst – 10. srpna 1796, Praha) byl německý šlechtic a rakouský generál. Od mládí sloužil v císařské armádě, jako stratég a taktik se vyznamenal na přelomu 80. a 90. letech 18. století v bojích proti Turecku a revoluční Francii. Mezitím byl vrchním velitelem v Českém království (1791–1792). V armádě dosáhl hodnosti polního zbrojmistra (1789). Ze zdravotních důvodů odešel v roce 1794 do výslužby, zemřel v Praze, kde je také pohřben.

## Život

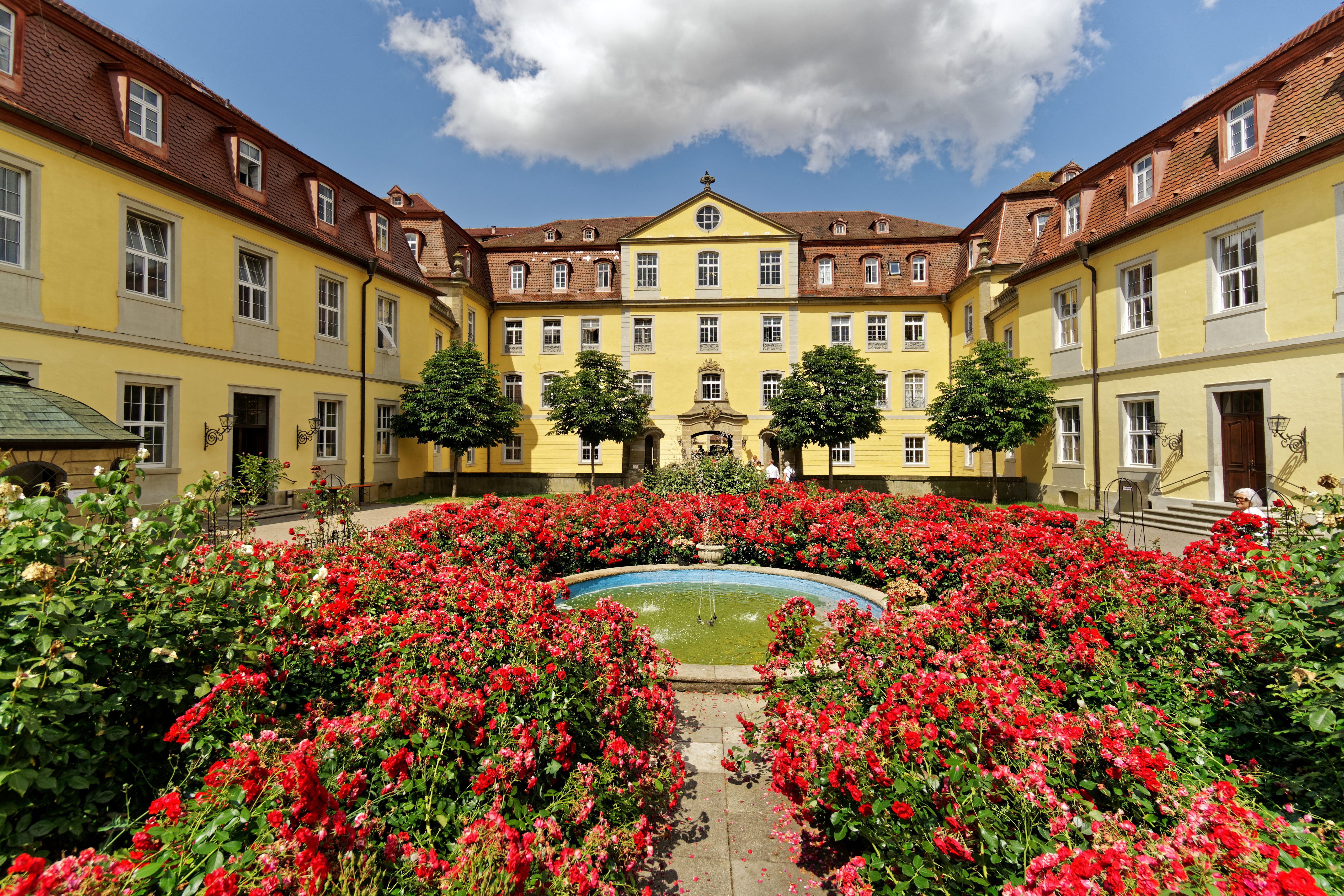
Zámek Kirchberg (Bádensko-Württembersko), hlavní sídlo rodu Hohenlohe-Kirchberg

Pocházel z významného německého rodu Hohenlohů, patřil k linii Hohenlohe-Kirchberg. Narodil se na zámku Kirchberg v dnešním Bádensku-Württembersku jako druhorozený syn Karla Augusta z Hohenlohe (1707–1767), povýšeného v roce 1764 na knížete, po matce byl potomkem rodu Auerspergů. 
Do císařské armády vstoupil v roce 1756 a zúčastnil se sedmileté války, během níž byl dvakrát zraněn, v roce 1761 získal Řád Marie Terezie. Díky svému původu rychle postupoval v hodnostech, v roce 1764 byl plukovníkem a v roce 1769 dosáhl hodnosti generálmajora. Později se pod velením maršála Laudona zúčastnil války o bavorské dědictví. V roce 1783 byl povýšen do hodnosti polního podmaršála a bojoval ve válce proti Turkům, v letech 1789–1790 byl vrchním velitelem v Sedmihradsku. Mezitím dosáhl hodnosti polního zbrojmistra (1789) a v letech 1791–1792 byl zemským velitelem v Čechách. V závěru své kariéry se zúčastnil válek proti revoluční Francii a v letech 1793–1794 byl generálním ubytovatelem armády dislokované v Nizozemí. 
V roce 1792 obdržel velkokříž Řádu Marie Terezie. V roce 1794 velel na Rýně, ale krátce poté kvůli špatnému zdraví odešel do výslužby. Zemřel dne 10. srpna 1796 v Praze, kde je také pohřben.

### Manželství
Jeho manželkou byla od roku 1770 hraběnka Frederika Reuss zu Greiz (1748–1816, Praha), jejich manželství však zůstalo bez potomstva.